# ガラビ橋
ガラビ橋（仏 : Le Viaduc de Garabit : ガラビ高架橋）はフランスのカンタル県、リュイヌ＝ザン＝マルジュリド(Ruynes)付近にある鉄道橋でマルヴジョルとヌサルグ＝モワサックを結ぶ鉄道が中央高地を流れるロット川の支流であるトリュイエール川を越えるために建設された。建設はギュスターヴ・エッフェルとその会社が行い、1884年に完成した。鉄道が開通したのは1888年であった。

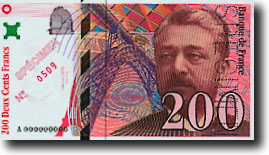
200フラン紙幣

ガラビ橋は7本の錬鉄製の橋脚で支えられた長さ564.85mの橋である。橋脚はもっとも高いもので80メートルの高さがある。峡谷の最も低いところを越える3径間はスパンが165m、高さ52mの単一アーチによって支えられている。そしてこの部分を南北から挟むように46mと71mの煉瓦造りの高架橋が続いている。トリュイエール川の渇水位からの高さは122.5mであったが、1959年にトリュイエール川にダムが建設され長さ28kmに及ぶダム湖ができたので水面からの高さは95mとなっている。
若きエンジニアレオン・ボワイエに計画が委ねられた。旧来の方法では谷ごとに線路を下ろしトリュイエール川の支流に橋を架け一つずつ越えていくのだが、彼は台地と渓谷を高架橋と巨大な橋で直接越えるという案を採用した。
吊橋を架けることはできなかった。振動の問題とこの時代には65mより高い主塔を建てることはできなかったからである。そこでポルトガルのドウロ川にかかるマリア・ピア橋と同じ形式をとった。この橋はエッフェルとテオフィル・セイリグ、エッフェル社によって建設された中央径間160mのアーチ橋であった。
1996年に発行された200フラン紙幣（fr）にはギュスターヴ・エッフェル肖像の背景にガラビ橋が描かれている。

## データ
- 長さ : 564.69m
- 主径間 : 165m
- 高さ : 122m

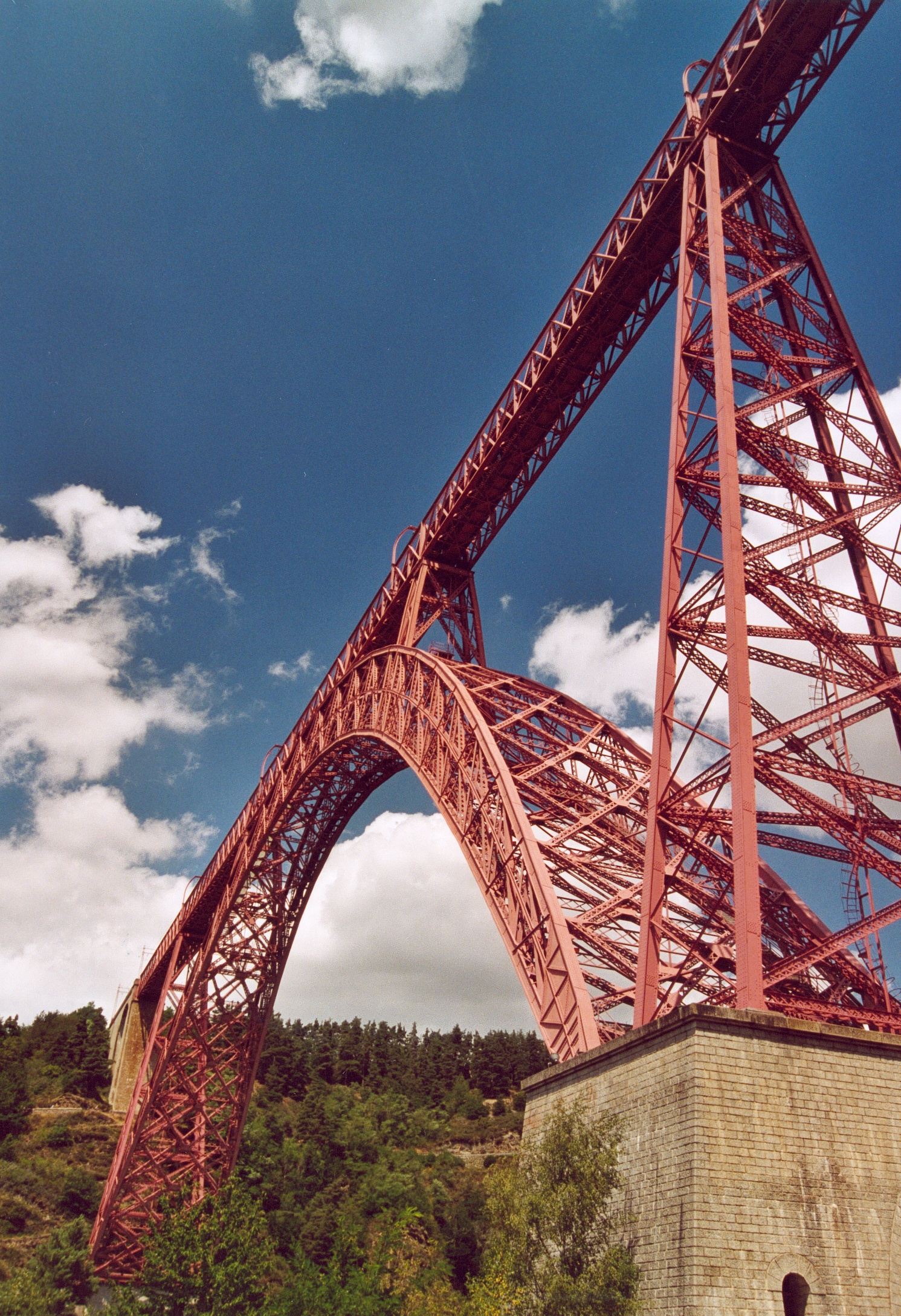

- 使用された煉瓦の体積 : 20409立方メートル
- 使用された鉄の重さ
  - 錬鉄 : 3169トン
  - 鋼鉄 : 41トン
  - 鋳鉄 : 23トン
- リベットの数 : 678768本

## 年表
- 1878年 ボワイエが路線の経路を決定するために測量を開始した
- 1879年3月25日 ボワイエによる最初の計画が建設局に提出された
- 1879年6月14日 建設局が計画に同意した
- 1880年1月 工事が開始された
- 1880年8月16日 エッフェルが最終案を提出した
- 1882年8月1日 橋脚の建設が開始された
- 1884年4月20日 アーチの内輪郭の中央部材が取り付けられた
- 1884年4月26日 アーチの外輪郭の中央部材が取り付けられた
- 1884年6月 橋床が完成した
- 1884年9月17日 取り付け部が完成し線路が設置された
- 1887年5月9日 マルヴジョル、サン・シェリ・ダプシェ間の線路が開通した
- 1888年4月10日 はじめて通過試験が行われた
- 1888年5月26日 サン・シェリ・ダプシェとサンフルールの間の線路が開通した
- 1888年11月10日 マルヴジョルとヌサルグ・モワサックの間の路線が全通した